# لويس هنريكي بيريرا دوس سانتوس
لويس هنريكي بيريرا دوس سانتوس (بالبرتغالية: Luís Henrique Pereira dos Santos‏) هو لاعب كرة قدم برازيلي في مركز الوسط، ولد في 20 أغسطس 1968 في Jequitaí ‏ في البرازيل. شارك مع منتخب البرازيل لكرة القدم. أما مع النوادي، فقد لعب مع نادي الجزيرة ونادي بارانا ونادي بالميراس ونادي باهيا ونادي فلامنغو ونادي فلومينينسي ونادي فيرانوبوليس ونادي موناكو.

## وصلات خارجية
- لويس هنريكي بيريرا دوس سانتوس على موقع قاعدة بيانات كرة القدم.إي يو (الإنجليزية)
- لويس هنريكي بيريرا دوس سانتوس على موقع ناشيونال فوتبول تيمز (الإنجليزية)